# Schulbau Hamburg (Unternehmen)
Schulbau Hamburg (abgekürzt SBH, in eigener Schreibung „SBH | Schulbau Hamburg“) ist ein Landesbetrieb der Freien und Hansestadt Hamburg, der von der Finanzbehörde der Stadt mit Bau und Unterhalt der staatlichen Schulen Hamburgs betraut ist. Dies umfasst die Durchführung aller notwendigen Bau- und Sanierungsmaßnahmen für etwa 3300 Gebäude an 430 Schulstandorten. Dabei arbeitet Schulbau Hamburg eng mit dem öffentlichen Unternehmen Gebäudemanagement Hamburg GmbH (GMH) zusammen.

## Geschichte

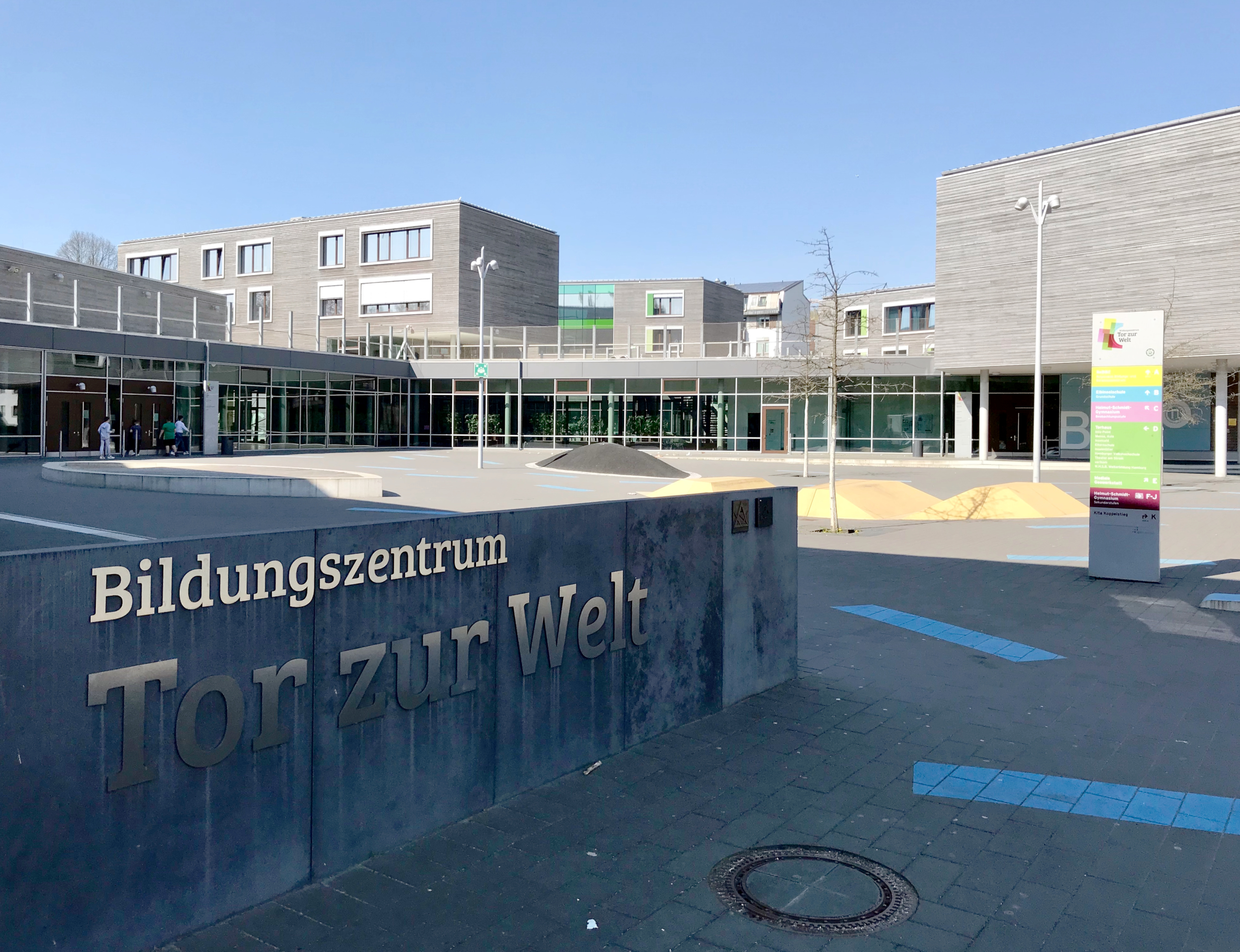
Bildungszentrum „Tor zur Welt“ in Hamburg-Wilhelmsburg

Vorläufer des heutigen Modells von Bau, Unterhalt und Bewirtschaftung der Schulgebäude in Hamburg war der Modellversuch „Hamburg Süd“ von 2007, bei dem 32 Schulen im Hamburger Süden an das stadteigene Unternehmen GWG Gewerbe übertragen wurden. Jenes Unternehmen wurde später zur Gebäudemanagement Hamburg GmbH (GMH) umgewandelt. Der Modellversuch war Teil der Aufwertungsmaßnahmen von Hamburg-Wilhelmsburg im Rahmen der Internationalen Bauausstellung Hamburg. Dabei entstand bis 2013 unter anderem das Bildungszentrum „Tor zur Welt“ mit dem sanierten Helmut-Schmidt-Gymnasium, einer Grundschule, einer Sprachheilschule und einem Bildungs- und Beratungszentrum. Das Helmut-Schmidt-Gymnasium erhielt neue Außensportanlagen, ein Wirtschaftszentrum und ein Science-Center.
2010 überführte die Stadt Hamburg sämtliche Schulimmobilien (Schulgrundstücke samt -gebäude) in ein Sondervermögen, das der Finanzbehörde unterstellt wurde und in der HGV organisiert ist. Dieses Sondervermögen fungierte von nun an als Eigentümer der Schulimmobilien, dem gegenüber die Schulbehörde nun als Mieter auftrat. Mit Bau und Bewirtschaftung der Hamburger Schulimmobilien wurden 2013 der dafür gegründete Landesbetrieb SBH und das öffentliche Unternehmen GMH beauftragt. Dieses Modell der Bewirtschaftung von öffentlichem Eigentum wird als „Mieter-Vermieter-Modell“ bezeichnet.